# Apistogramma piauiensis
Apistogramma piauiensis är en fiskart som beskrevs av Kullander, 1980. Apistogramma piauiensis ingår i släktet Apistogramma och familjen Cichlidae. Inga underarter finns listade i Catalogue of Life.